# Geovanis Cassiani
Geovanis Cassiani Gómez (Turbo, 10 de enero de 1970) es un exfutbolista colombiano, que actuaba como zaguero, hermano más joven del también exfutbolista colombiano Francisco Cassiani.

## Carrera
En su carrera, actuó por Atlético Nacional, América de Cali, Junior y Tolima. Concluyó precozmente su carrera en 2001, de vuelta al Atlético Nacional.

## Selección
Por la Selección Colombiana de Fútbol, Cassiani disputó siete partidos entre 1990 y 1997, estando presente en la Copa de Italia 1990, la primera disputada por su país desde 1962, como refuerzo de última hora de los Cafeteros. ante la lesión de John Jairo Tréllez

### Participaciones enCopas del Mundo
| Mundial                | Sede   | Resultado        | PJ                           | GA | Asis |
| ---------------------- | ------ | ---------------- | ---------------------------- | -- | ---- |
| Mundial de Italia 1990 | Italia | Octavos de final | 0 (4 partidos como suplente) | 0  | 0    |